# Lithops steineckeana
Lithops steineckeana är en isörtsväxtart som beskrevs av Tisch. Lithops steineckeana ingår i släktet Lithops och familjen isörtsväxter. Inga underarter finns listade i Catalogue of Life.